# Брёйль, Анри
Аббат Анри́ Эдуа́р Проспе́р Брёйль (варианты: Брейль, Брёй; фр. Henri Prosper Édouard Breuil; 28 февраля 1877, Мортен, департамент Манш, Франция — 14 августа 1961, Л’Иль-Адам, департамент Валь-д’Уаз, Франция) — французский католический священник, археолог, антрополог, этнолог и геолог, специалист по палеолиту и истории первобытного искусства. Изучал наскальную живопись в долинах Соммы и Дордони, изучал первобытные стоянки в Испании, Португалии, Италии, Ирландии, Эфиопии, Южной Африке, Британском Сомали и Китае.

## Биография
Специалист по палеолиту и по истории первобытного искусства. Доказал существование ориньякской эпохи верхнего палеолита Западной Европы, а также древнепалеолитических клектонских комплексов, характеризующихся отсутствием ручных рубил. Совместно с Карло Бланком (итал. Alberto Carlo Blanc) обнаружил череп Саккопасторе II, принадлежавший так называемому «атипичному» неандертальцу.
Брёйль много сделал для изучения палеолитического пещерного искусства и первобытных наскальных изображений Африки, Северной Испании и Южной Франции.
Родился в Мортэне (близ Донфрона, департамент Манш) 28 февраля 1877 года. Образование получил в коллеже Сен-Венсан в Санлисе, семинарии Сен-Сюльпис и Сорбонне. В 1897 года был посвящён в духовный сан.
Брёйль читал лекции по этнографии во Фрайбургском университете (1905—1910); в 1910 году стал почётным профессором доисторической этнографии в Институте палеонтологии человека, а в 1929 году ему было присвоено звание профессора первобытной истории Коллеж де Франс. Вместе с Пьером Тейяр де Шарденом вёл раскопки в гротах Чжоукоудянь под Пекином, где был обнаружен синантроп. По приглашению Яна Сметса в 1942 году перебрался в Южную Африку и в 1944—1951 годах преподавал в Витватерсрандском университете.
Труды Брёйля затрагивают широкий круг проблем археологии палеолита и неолита, но особую известность он получил благодаря своим исследованиям пещерного искусства. В 1952 году была опубликована его работа «Четыреста веков наскального искусства» (Quatre cents sicles d’art parital).
Умер Брёйль в Л’Иль-Адане 14 августа 1961 года.
Его учеником был известный специалист по наскальной живописи Анри Лот, зафиксировавший около 800 изображений фресок народов Сахары и описавший свою работу в книге «В поисках фресок Тассили».

## См. также

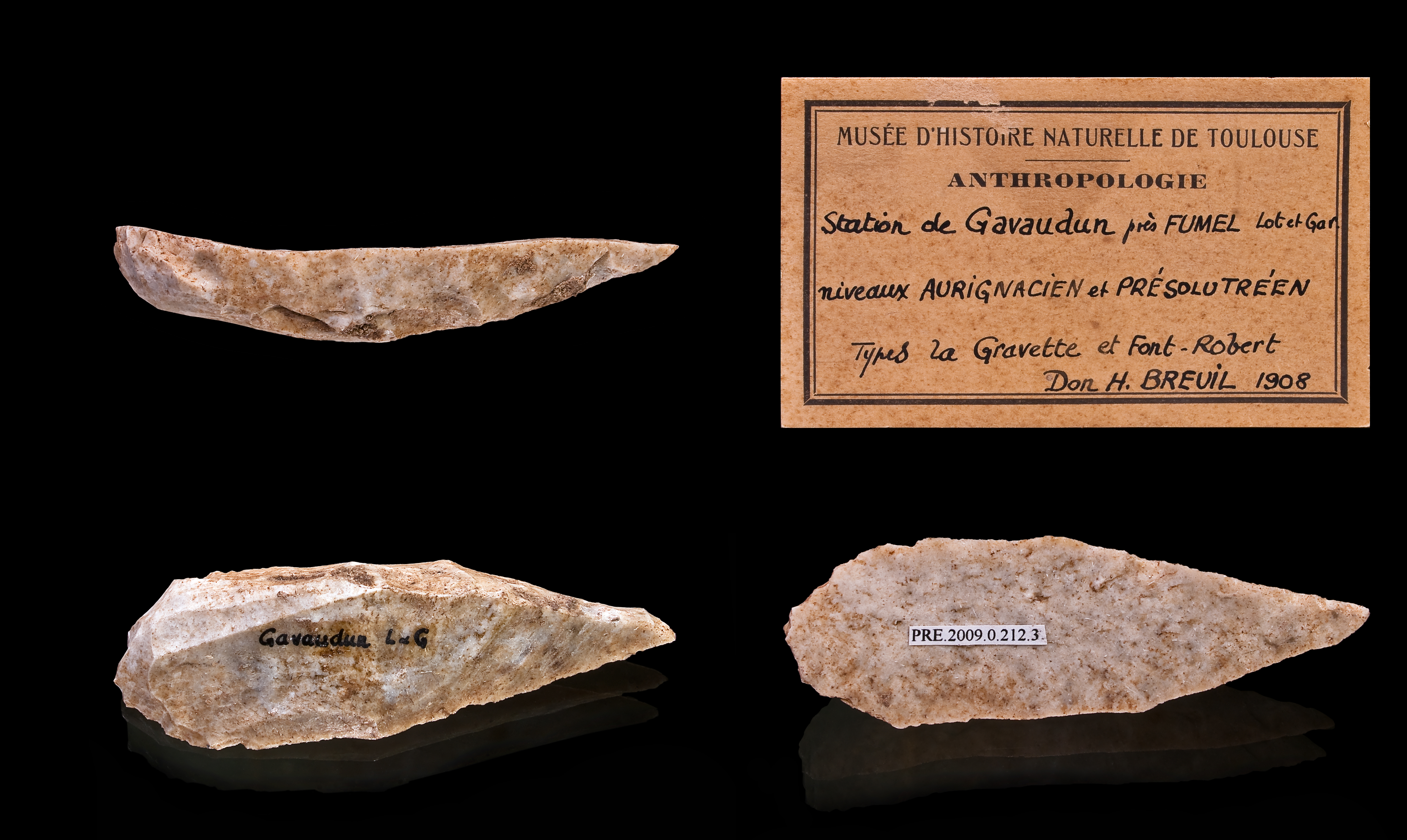
«Grattoir» — Aurignacien — Muséum de Toulouse